# Aviastar-SP
CJSC Aviastar-SP (rusky «Авиастар-СП») je ruský letecký výrobce se sídlem v Uljanovsku založený v roce 1976. Jedná se o akciovou společnost s uzavřenými akciemi, která nahradila sovětský Uljanovský letecký průmyslový komplex. Vyrábí se zde nákladní letouny An-124 Ruslan, Il-76 a celá rodina dopravních Tu-204 (kromě Tu-214).

## Historie
Uljanovský letecký výrobní komplex (v listopadu 1991, kdy se stal akciovým podnikem přejmenován na Aviastar), byl navržen od základu na začátku 70. let k výrobě nové generace strategických bombardérů a je považován za největší letecký výrobní závod na světě a jeden z nejnovějších v Rusku.
Vyrábí těžký transportní letoun dlouhého doletu An-124 a 200místný letoun středního doletu Tu-204. Závod v Uljanovsku byl původně zamýšlen tak, aby draky, avionika a výrobní zařízení motorů bylo v jednom komplexu, ale zařízení pro avioniku a motory dokončeny nebyly.
Závod také vlastní 40 000 akrů orné půdy, na které vyráběl zemědělské zboží pro své pracovníky a k prodeji na počátku 90. let. V roce 2007 bylo 1,25 % kapitálu Aviastar-SP vloženo Ruskou federací do Sjednocené letecké korporace.